# Charlie Furbush
Charles Roderick Furbush (né le 11 avril 1986 à South Portland, Maine, États-Unis) est un lanceur gaucher des Ligues majeures de baseball qui joue pour les Tigers de Détroit en 2011 et les Mariners de Seattle de 2011 à 2015.

## Carrière

### Tigers de Détroit
Joueur des Tigers de l'université d'État de Louisiane à Bâton-Rouge, Charlie Furbush est repêché en quatrième ronde par les Tigers de Detroit en 2007.
L'imposant lanceur gaucher de 6′ 5″ (1,96 m) fait ses débuts dans les majeures le 23 mai 2011 pour les Tigers. Habituellement lanceur partant dans les ligues mineures, Furbush est appelé à lancer en relève lorsque le partant des Tigers, Phil Coke, doit quitter le match après s'être blessé à la cheville. Furbush lance trois manches et deux tiers sans accorder de point aux Rays de Tampa Bay, retirant trois frappeurs adverses sur des prises pour mériter sa première victoire en carrière.

### Mariners de Seattle
Le 30 juillet 2011, les Tigers échangent Furbush, le voltigeur Casper Wells, le lanceur Chance Ruffin et le joueur de troisième but des ligues mineures Francisco Martinez aux Mariners de Seattle en retour des lanceurs Doug Fister et David Pauley. Furbush encaisse 7 défaites contre seulement 3 victoires en 11 parties, dont 10 comme lanceur partant, pour les Mariners en 2011. Il maintient une moyenne de points mérités de 6,62.
Le 6 juin 2012, Furbush succède au monticule à Kevin Milwood et est relevé successivement par Stephen Pryor, Lucas Luetge, Brandon League et Tom Wilhelmsen dans un match sans coup sûr combiné lancé à Los Angeles par les Mariners contre les Dodgers. 
Il brille au monticule pour Seattle en 2012 avec une moyenne de points mérités de 2,72 en 46 manches et un tiers lancées. Il enregistre 53 retraits sur des prises en 48 sorties en relève, mérité cinq victoires et n'encaisse que deux défaites.